# Clan Asakura
Le clan Asakura (朝倉氏, Asakura-shi) est une famille de daimyos qui, alliée au clan Asai, s'opposa au clan Oda à la fin du XVIe siècle. Le clan Asakura fut vaincu par Nobunaga Oda à la bataille d'Anegawa en 1570 et fut détruit lorsque Oda prit leur château d'Ichijōdani trois ans plus tard, ce qui causa le suicide du chef du clan, Yoshikage Asakura. Le clan contrôlait la province d'Echizen.

Le mon du clan Asakura.

## Membres
- Asakura Toshikage (1428-1481)
- Asakura Ujikage (1449-1486)
- Asakura Sadakage (1473-1512)
- Asakura Norikage (1474-1552)
- Asakura Takakage (1493-1546)
- Asakura Yoshikage (1533-1573)
- Asakura Kagetake (1536-1575)